# Lycodonus malvinensis
Lycodonus malvinensis är en fiskart som beskrevs av Gosztonyi, 1981. Lycodonus malvinensis ingår i släktet Lycodonus och familjen tånglakefiskar. Inga underarter finns listade i Catalogue of Life.